# Großsteingrab Stasevang 1
Das Großsteingrab Stasevang 1 ist eine megalithische Grabanlage der jungsteinzeitlichen Nordgruppe der Trichterbecherkultur im Kirchspiel Karlebo in der dänischen Kommune Fredensborg.

## Lage
Das Grab liegt westlich von Kokkedal im Norden des Waldgebiets Stasevang. Es ist eines von insgesamt sechs bekannten Großsteingräbern in diesem Wald. Nur 40 m nordnordöstlich befindet sich das Großsteingrab Stasevang 6. In der näheren Umgebung gibt bzw. gab es zahlreiche weitere megalithische Grabanlagen. 

## Forschungsgeschichte
In den Jahren 1884 und 1942 führten Mitarbeiter des Dänischen Nationalmuseums Dokumentationen der Fundstelle durch.

## Beschreibung
Die Anlage besitzt eine ostsüdost-westsüdwestlich orientierte längliche Hügelschüttung mit einer Länge von 14 m und einer Breite zwischen 6 m und 7,5 m. Von der Umfassung sind noch 15 Steine erhalten, davon fünf aufrecht stehende an der nördlichen und drei aufrecht stehende an der südlichen Langseite.
Der Hügel enthielt ursprünglich wahrscheinlich drei Grabkammern, von denen noch zwei erhalten sind. Die erste Kammer liegt am Westende des Hügels und ist als Urdolmen anzusprechen. Sie ist ost-westlich orientiert und hat einen rechteckigen Grundriss. Sie hat eine Länge von 1,5 m und eine Breite von 1 m. Die Kammer besteht aus vier Wandsteinen, der Deckstein fehlt.
Die zweite Kammer liegt am Ostende des Hügels und ist ebenfalls als Urdolmen anzusprechen. Sie ist nord-südlich orientiert. Sie hat eine Länge von 2,5 m und eine Breite von 0,8 m. Die Kammer besteht aus vier Wandsteinen, der Deckstein fehlt.
Etwas westlich des Hügels liegen einige Steine in Unordnung umher. Wahrscheinlich handelt es sich um Reste einer zerstörten dritten Grabkammer, deren Form und Größe sich nicht mehr rekonstruieren lässt.